# جيرسون مونتيرو
جيرسون مونتيرو مواليد 12 يوليو 1973 في بنغيلا، أنغولا، هو لاعب كرة سلة أنغولي سابق. بدأ مسيرته الاحترافية في سنة 1991. مثّل منتخب بلاده. شارك في دورة الألعاب الأولمبية الصيفية سنة 2004. حقق المركز الأول في بطولة أمم أفريقيا لكرة السلة 2001. اعتزل اللعب في 2010.

## المسيرة الاحترافية
لعب مع باريرينسي لكرة السلة في موسم 2000–2001، ثم لعب مع أوفارينسي لكرة السلة في سنة 2001، ثم لعب مع باريرينسي لكرة السلة في موسم 2002–2003.

## الميداليات
| الميدالية | المسابقة                          |
| --------- | --------------------------------- |
| ذهبية     | بطولة أمم أفريقيا لكرة السلة 2001 |
| ذهبية     | بطولة أمم أفريقيا لكرة السلة 2003 |
| ذهبية     | بطولة أمم أفريقيا لكرة السلة 2005 |

## روابط خارجية
- جيرسون مونتيرو على موقع الاتحاد الدولي لكرة السلة (الإنجليزية)
- جيرسون مونتيرو على موقع كرة السلة الأوروبية.كوم (الإنجليزية)
- جيرسون مونتيرو على موقع ريلجم (الإنجليزية)
- جيرسون مونتيرو على موقع بروبوليرز (الإنجليزية)
- جيرسون مونتيرو على موقع سبورتس رفرنس (الإنجليزية)
- جيرسون مونتيرو على موقع أوليمبيديا (الإنجليزية)